# KE Elektronik
KE Elektronik ist ein Zulieferer auf den Märkten Automotive und Luftfahrt mit Hauptsitz in Kreßberg-Marktlustenau. Das Unternehmen gehört zum amerikanischen Konzern Amphenol Corporation, einem  Hersteller von Steckverbindern.
Die Produktionsstandorte von KE Elektronik sind weltweit verteilt und liegen in Tschechien, der Slowakei, Mazedonien, China und Mexiko. KE Elektronik fertigt Kabelsätze und Spritzgussteile für die Automobil- und Luftfahrtindustrie.

## Produkte
Die Kernkompetenzen von KE Elektronik umfassen die Kunststofftechnik, Leitungsbearbeitung sowie Aufbau- und Verbindungstechnik. KE Elektronik entwickelt kundenspezifische Kabelsatz- und Steckverbinderlösungen. KE Elektronik beliefert Tier1-Zulieferer für Elektrik und Elektronik aus den Märkten Automotive und Luftfahrt, deren Systeme  an Fahrzeug- und Flugzeughersteller geliefert werden.